# Сибайский государственный башкирский театр драмы имени Арслана Мубарякова
Сибайский государственный башкирский театр драмы имени Арслана Мубарякова — башкирский театр драмы в Республике Башкортостан, расположен в городе Сибае.

## История
Создан в июне 1931 года. Первым главным режиссёром и художественным руководителем стал А. К. Мубаряков.
Основоположники театра выпускники башкирского театрального техникума, воспитанники Макарима Магадеева.
Первый спектакль — дипломная работа курса «Бунт» по пьесе А. Глебова.
В 1932 был перебазирован в город Баймак. В середине 1930-х годов театр назывался Баймакский колхозно-совхозный драматический театр.
Во время Великой Отечественной войны сохранился благодаря усилиям женщин-актрис. В это время ставились в основном одноактные пьесы на военно-патриотическую тему и драмы: «Ватан саҡыра» («Родина зовёт!») Х. К. Ибрагимова, «Урман шаулай» («Лес шумит») Р. Нигмати, «Бисәкәй» («Жёнушка») А. К. Мубарякова, «Ҡайтыу» («Возвращение») Р. Ф. Ишмурата. Директором театра в 1939—1954 годах была Гашия Абзгильдина.
В 1957 году театр был перебазирован в город Сибай и получил название «Целинный театр Башкирии».
С 1968 года театр получает название — «Сибайский башкирский государственный театр драмы».
Постановлением Правительства Башкирской Республики от 20 сентября 1991 года Сибайскому театру присвоено имя первого художественного руководителя театра, выдающегося деятеля театрального искусства Народного артиста СССР Арслана Мубарякова.
В 2004 году Сибайский театр переехал в новое здание, построенное и оформленное в соответствие с современными технологиями и дизайном (архитектор Бахтеев С. Б.). Работает музей театра.
Режиссёры театра в разное время:
- Мубаряков, Арслан Котлыахметович
- Гайфулла Сарбаев — актёр и режиссёр республики, участник войны, Заслуженный артист РСФСР
- Рафаэль Аюпов — выпускник ГИТИСа
- Дамир Галимов — выпускник СПб

## Директорат
- Д.М.Галимов (с 1987, одновременно художественный руководитель).
- И.Р.Абдрашитов (с 2019 г.)

## Репертуар
В репертуаре произведения национальных драматургов, татарских и русских писателей.
- «Карагул» Д. Юлтыя
- «Сакмар» С. Мифтахова
- «Женитьба» Н. Гоголя
- «Без вины виноватые» и «Женитьба Бальзаминова» А. Островского
- «В ночь лунного затмения» М. Карима
- «Тополек мой в красной косынке» Ч Айтматова
- «Тартюф» Ж. Б. Мольера
- «Шонкар» А. Атнабаева
- «Резной трон» И. Юмагулова
- «Эх, друг Байтимир» Р. Кинзябаев
- «Любишь — не любишь», «Пирог», «Холостяки», «Отчего девчонки плачут», драма «Сорок свечей надежд твоих», музыкальная комедия «Волшебство любви» Ф. Булякова,
- драма «Сумерки», трагедия «Ночь» Н. Гаитбая,
- трагедия «Тамарис» Т. Ганиевой,
- драмы «Танкабика», «Не улетайте, журавли!», «Песнь во сне» Т. Гариповой
- трагикомедия «Мечтатель» и мелодрама «Муки судьбы» С. Абузара
- комедия «Единственная моя» А. Яхиной
- сказка «Алтынсэс» Н. Воронова
- «Мелодия души» Амануллы
- «Лунная соната» Т. Миннуллина
- «Наследство» Г. Каюма
- комедия «Озеро любви» М. Багаева
- комедия «Давай поженимся» Э. Ягудина
- комедия «Похищение бабушки» Р. Кинзябаева
- драма А. Дударева «Порог»
- мелодрама Т. Кильмухаметова «Счастье»
- мелодрама Р. Хамида «Аллюки»
- комедия Э. Ягудина «Капкан»
- драма Д. Салихова «Две судьбы»
- сказка Л. А, Корсунского «Маленький Мук»
- трагикомедия Ф. Булякова «Ах, эта любовь!»
- грустная комедия М. Задорнова «Последняя попытка»

## Достижения
- Второе место в 1935 году за участие во Всесоюзном смотре колхозно-совхозных театров со спектаклями «Алатау» А. Тагирова и «Карагул» Д. Юлтыя.
- Почетная грамота Президиума Верховного Совета Башкирской Республики.
- Гран-при I-го Республиканского фестиваля детских и юношеских спектаклей «Колонсак» среди профессиональных театров.